# Piecnickie Jezioro
Piecnickie Jezioro – jezioro w woj. zachodniopomorskim, w pow. wałeckim, w gminie Mirosławiec położone na wschód od wsi Piecnik, leżące na terenie Pojezierza Wałeckiego.
Powierzchnia zwierciadła wody według różnych źródeł wynosi od 28,0 ha przez 30,02 ha (lustra wody) lub 30,8 ha, bądź 31.,78 przez 30,02 ha (ogólna) do 32,66.
Zwierciadło wody położone jest na wysokości 128,1 m n.p.m. lub 130 m n.p.m.. Średnia głębokość jeziora wynosi 3,8 m, natomiast głębokość maksymalna 7,2 m. Objętość jeziora według różnych źródeł wynosi 1169,9 tys. m³ lub 1170,0 tys. m³.
Południowy brzeg jeziora przylega do drogi krajowej nr 10.
W zachodniej części jeziora znajduje się niewielka wyspa.
Jest to jezioro bezodpływowe. Około 500 metrów od północnego brzegu jeziora znajduje się Jezioro Rakowe.
Na jeziorze dopuszczone jest używanie jednostek pływających napędzanych silnikami spalinowymi w okresie od 1 czerwca do 30 września w godzinach od 8:00 do 20:00.

## Hydronimia
Dane z państwowego rejestru nazw geograficznych podają Piecnickie Jezioro jako nazwę urzędową tego jeziora. Według spisu opracowanego przez Komisję Nazw Miejscowości i Obiektów Fizjograficznych (KNMiOF) nazwa tego jeziora to. W różnych publikacjach i na mapach topograficznych jezioro to występuje pod nazwą Piecnik.
Dane z państwowego rejestru nazw geograficznych podają oboczne nazwy tego jeziora: Jezioro Piecnickie; Piecnik; Pieczynek.
Nazwę Jezioro Piecnickie wprowadzono urzędowo w 1955 roku, zastępując poprzednią niemiecką nazwę jeziora – Petznick See. W 2006 roku w wykazie hydronimów Komisja Nazw Miejscowości i Obiektów Fizjograficznych potwierdziła nazwę Jezioro Piecnickie.